# Růžďka
Růžďka (in tedesco Rauschka) è un comune della Repubblica Ceca facente parte del distretto di Vsetín, nella regione di Zlín.